# Pierre Bauby
Pour les articles homonymes, voir Bauby.
Pierre Bauby, né le 10 mars 1943 à Paris, est un syndicaliste, homme politique et politologue français.

## Biographie

### Jeunesse et études
Après son baccalauréat obtenu en 1962, Pierre Bauby poursuit ses études d'abord à l'école d'électricité industrielle de Paris, puis, à partir de 1966 à Sciences Po Lyon.

### Parcours professionnel
Pierre Bauby milite au PSU à partir de 1965. Il est d'ailleurs candidat aux élections législatives de 1968 pour ce parti, mais n'obtient qu'un score marginal dans la circonscription tenue par Louis Joxe.
Parallèlement, il est militant à l'Union des grandes écoles, affiliée à l'UNEF, il préside la section lyonnaise de la MNEF en 1966, et obtient la mixité des résidences universitaires. Président de l'union générale des étudiants de Lyon (UNEF) de 1967 à 1968, il joue un rôle actif et important dans le mouvement de Mai 68 dans cette ville. Brièvement président national de la MNEF (février-mai 1969), il entre alors dans la vie active, obtenant un emploi d'ingénieur économiste (au sein du service des études économiques générales) à EDF. Il poursuit son engagement syndical au sein de la CFDT, qu'il quitte en 1981 pour rejoindre la CGT. Son parti souhaitait s'implanter dans la CGT pour recruter et se rapprocher des militants du PCF. Il a eu des fonctions de permanent syndical dans ces deux organisations.
L'année suivante, il se rapproche de la tendance «gauche révolutionnaire» du PSU qu'il quitte pour rejoindre le Parti communiste marxiste-léniniste de France en 1974. Il prend rapidement des responsabilités au sein du PCMLF : membre du comité central (1974), du bureau politique (1975), puis du secrétariat (1980). Obtenant sa légalisation sous le nom de Parti communiste-marxiste-léniniste (PCML) en 1978, le parti désigne Pierre Bauby comme candidat à l'élection présidentielle de 1981,. Il ne parvient cependant pas à obtenir les parrainages nécessaires pour que cette candidature soit validée.
Pierre Bauby incarne alors la volonté de réorientation politique au sein du PCML, qui se traduit d'abord par un appel à voter pour François Mitterrand au second tour de l'élection présidentielle, tout en développant une théorie d'État stratège, finalement État neutre, et la transformation du PCML en Parti pour une alternative communiste en 1986, contre l'avis de son chef de file historique Jacques Jurquet.
Ce parti reste cependant très marginal et ne parvient pas à simplement conserver les effectifs militants du PCML. Après la dissolution du PAC, en 1989, Bauby adhère au Parti socialiste et en devient délégué national aux services publics. Après avoir fait sa thèse avec Jean-Louis Quermonne en 1990, il réintègre un poste professionnel à EDF et anime un projet de prospective sur Électricité et mutations idéologiques. En 1992, il devient animateur de l'Observatoire Électricité et sociétés. Il devient aussi enseignant en science politique. Il travaille sur les concepts de service public au sein de l'Union européenne.

## Ouvrages
- L'État stratège, éditions ouvrières, 1991
- Les Services publics au défi de l'Europe (dir.), éditions ouvrières, 1993
- Électricité et société, col. Cahiers de prospective, éd. interEditions, 1994
- Pour une citoyenneté européenne : quels services publics ? (avec Jean-Claude Boual), éd. de l'Atelier, 1994
- Energie et Société, sous la direction de Pierre Bauby, Alain Beltran, Boris Berkovski, Thierry Gerber, Marcel Locquin, Vicente Lopez-Ibor Mayor et Stephen Mills, Symposium international UNESCO, Publisud, 1995.
- Singulière jeunesse plurielle : les jeunes des années 1990 et leurs mobilisations (avec Thierry Gerber), Publisud, 1996
- Le Service public Flammarion, coll. « Dominos », 1997 (disponible en ligne sur Gallica)[7]
- Reconstruire l'action publique : services publics, au service de qui ?, Syros, 1998
- Les services publics en Europe : pour une régulation démocratique (dir. avec Henri Coing et Alain de Tolédo), Publisud, 2007
- Europe, une nouvelle chance pour le service public !  (avec Françoise Castex), Fondation Jean Jaurès, 2010
- L'européanisation des services publics, Presses de Sciences po, 2011
- Service public, services publics, la Documentation française, 2011 (2e édition 2016)

- Coconstruire l’avenir de l’Europe, Note de la Fondation Jean Jaurès, 2018
- The governance of SOEs operating under monopoly situation, Working paper CIRIEC, n°2019/31
- Les effets de la libéralisation des services publics, Groupe GUE/NGL du Parlement européen, Bruxelles, 2019
- Les autorités de régulation des services publics en France (dir), Cahiers du CIRIEC-France, n°1, PURH, 2020
- Le XXIè siècle des Lumières, Editions du Croquant, 2023